# Bohuslav Balbín
Bohuslav Balbín (3 de desembre del 1621, Hradec Králové - 28 de novembre del 1688, Praga) fou un escriptor, jesuïta i patriota txec.
Fou anomenat "Plini de Bohèmia" i la seva obra magna és Vita beatae Joannis Nepomuceni martyris (Praga, 1670). Es graduà a la Universitat d'Olomouc i fou un dels impulsors de la llegenda de Sant Joan Nepomucè.
Dedicà la seva vida a l'estudi, en especial a la història de Bohèmia.

## Obra
- Vita beatae Joannis Nepomuceni martyris, Praga, 1670.
- Epitome historica rerum Bohemicarum –, 1677
- Dissertatio apologetica pro lingua Slavonica, praecipue Bohemica
- Diva Vartensis
- Diva Turzanensis
- Diva S. Monti
- Origines Comit. de Guttenstein
- Vita venerab. Arnesti
- Miscellanea historica regni Bohemiae (Praga, 1679-87),
  - Liber naturalis
  - Liber popularis
  - Liber chorographicus
  - Liber hagiographicus
  - Liber parochialis
  - Liber episcopalis
  - Liber regalis
  - Liber epistolaris
  - Bohemia docta
  - Liber curialis seu de magistratibus et officiis curialibus regem Boohemiae
- Quaesita oratoria
- Verisimilia humaniorum disciplinarum
- Examen Mellisaeum